# Duilio Davino
Duilio Davino (León, 21 maart 1976) is een Mexicaanse voetballer (verdediger) die sinds 2009 voor de Mexicaanse eersteklasser CF Monterrey uitkomt.
Davino begon zijn professionele carrière bij UAG Tecos in 1994. Twee jaar later speelde hij in het Mexicaans voetbalelftal  in de CONCACAF Gold Cup in 1996. In 1997 vertrok hij naar Club América. Door het succes bij die club speelde hij in 1998 mee met het wereldkampioenschap voetbal. Davino speelde er 10 seizoenen. In 2008 ging hij bij FC Dallas spelen. Hij is de broer van voormalig voetballer Flavio Davino, die in 2006 gestopt is.
Davino vertegenwoordigde zijn vaderland eveneens op de Olympische Spelen 1996 in Atlanta, waar de Mexicaanse ploeg onder leiding van bondscoach Carlos de los Cobos in de kwartfinales werd uitgeschakeld door de latere winnaar Nigeria.